# Lampranthus deltoides
Lampranthus deltoides là một loài thực vật có hoa trong họ Phiên hạnh. Loài này được (L.) Glen ex Wijnands mô tả khoa học đầu tiên năm 1983.